# Жолт Надь (футболіст, 1993)
Жолт Надь (угор. Zsolt Nagy, нар. 25 травня 1993, Секешфегервар) — угорський футболіст, захисник клубу «Академія Пушкаша» та національної збірної Угорщини.

## Клубна кар'єра
Народився 25 травня 1993 року в Секешфегерварі. Вихованець юнацьких команд низки угорських футбольних клубів.
У дорослому футболі дебютував 2013 року виступами за команду «Академія Пушкаша». 
Протягом частини 2014 року захищав кольори «Відеотона», за який відіграв одну офіційну гру, після чого повернувся до «Академії Пушкаша». Безумовним основним гравцем своєї команди став лише 2019 року, повернувшись із чергової оренди, до «Чаквара», де грав протягом 2017—2018 років.

## Виступи за збірну
2019 року дебютував в офіційних матчах у складі національної збірної Угорщини. У травні 2024 року був включений до її заявки для участі у тогорічному чемпіонаті Європи.
| Дата       | Місто         | Господарі         | Результат | Гості      | Турнір                               | Голи | Примітки |
| ---------- | ------------- | ----------------- | --------- | ---------- | ------------------------------------ | ---- | -------- |
| 15-11-2019 | Будапешт      | Угорщина          | 1 – 2     | Уругвай    | товариський матч                     | -    | 75'      |
| 19-11-2019 | Кардіфф       | Уельс             | 2 – 0     | Угорщина   | Відбір до ЧЄ 2020                    | -    |          |
| 9-10-2021  | Будапешт      | Угорщина          | 0 – 1     | Албанія    | Відбір до ЧС 2022                    | -    |          |
| 12-10-2021 | Лондон        | Англія            | 1 – 1     | Угорщина   | Відбір до ЧС 2022                    | -    |          |
| 15-11-2021 | Варшава       | Польща            | 1 – 2     | Угорщина   | Відбір до ЧС 2022                    | -    | 6'       |
| 24-3-2022  | Будапешт      | Угорщина          | 0 – 1     | Сербія     | товариський матч                     | -    | 70'      |
| 29-3-2022  | Белфаст       | Північна Ірландія | 0 – 1     | Угорщина   | товариський матч                     | -    |          |
| 4-6-2022   | Будапешт      | Угорщина          | 1 – 0     | Англія     | Ліга націй УЄФА 2022-2023 - 1-й етап | -    | 87'      |
| 7-6-2022   | Чезена        | Італія            | 2 – 1     | Угорщина   | Ліга націй УЄФА 2022-2023 - 1-й етап | -    | 81'      |
| 11-6-2022  | Будапешт      | Угорщина          | 1 – 1     | Німеччина  | Ліга націй УЄФА 2022-2023 - 1-й етап | 1    | 69'      |
| 14-6-2022  | Вулвергемптон | Англія            | 0 – 4     | Угорщина   | Ліга націй УЄФА 2022-2023 - 1-й етап | 1    |          |
| 17-11-2022 | Люксембург    | Люксембург        | 2 – 2     | Угорщина   | товариський матч                     | -    | 33' 58'  |
| 20-11-2022 | Будапешт      | Угорщина          | 2 – 1     | Греція     | товариський матч                     | -    | 53'      |
| 17-10-2023 | Каунас        | Литва             | 2 – 2     | Угорщина   | Відбір до ЧЄ 2024                    | -    | 46'      |
| 16-11-2023 | Софія (місто) | Болгарія          | 2 – 2     | Угорщина   | Відбір до ЧЄ 2024                    | -    | 59'      |
| 19-11-2023 | Будапешт      | Угорщина          | 3 – 1     | Чорногорія | Відбір до ЧЄ 2024                    | -    | 86'      |
| 22-3-2024  | Будапешт      | Угорщина          | 1 – 0     | Туреччина  | товариський матч                     | -    | 60' 87'  |
| 26-3-2024  | Будапешт      | Угорщина          | 2 – 0     | Косово     | товариський матч                     | 1    | 88'      |
| Усього     |               | Матчів            | 18        |            | Голів                                | 3    |          |